# Léon Bollée
Léon Bollée (1 de abril de 1870 - 16 de diciembre de 1913) fue un inventor y fabricante de automóviles francés. Siendo muy joven, desarrolló una de las primeras calculadoras mecánicas capaces de efectuar multiplicaciones directas, y como fabricante de automóviles fundó la compañía Léon Bollée Automobiles y popularizó su Voiturette, que comenzó a producir en 1896.

## Semblanza

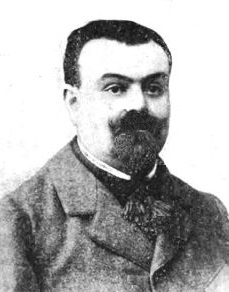

La familia Bollée formaba una conocida saga de fundidores de campanas, y su padre, Amédée Bollée (1844-1917), fue uno los pioneros más importantes de la industria del automóvil francesa, produciendo varios coches de vapor. Su hermano mayor, Amédée-Ernest-Marie (1867-1926) también fue fabricante de automóviles. El tercer hermano se llamaba Camille.

## Primeros inventos
En 1885, a la edad de 14 años, se convirtió en un inventor precoz, construyendo una barca impulsada por pedales.

## Máquinas calculadoras

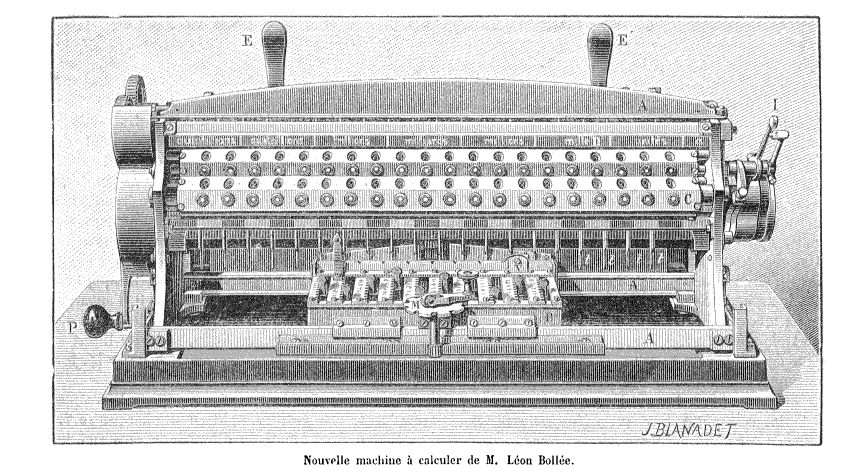
Multiplicador Léon Bollée

La actividad de fundición de campanas de su padre requería numerosos cálculos, y Bollée empezó en 1887 a trabajar en tres máquinas de calcular para facilitarlos: el Multiplicador Directo, el Panel Calculador y el Aritmógrafo. Su multiplicador fue la segunda calculadora exitosa de este tipo capaz de multiplicar directamente  (la primera fue construida por Ramón Verea) y  ganó una medalla de oro en la Exposición Universal de París (1889). Tres versiones del multiplicador con un gran número de dígitos y varias máquinas más pequeñas fueron desarrolladas por Bollée, dispositivos que fueron patentados en Francia, Bélgica, Alemania, los EE.UU. y Hungría.

## Transporte

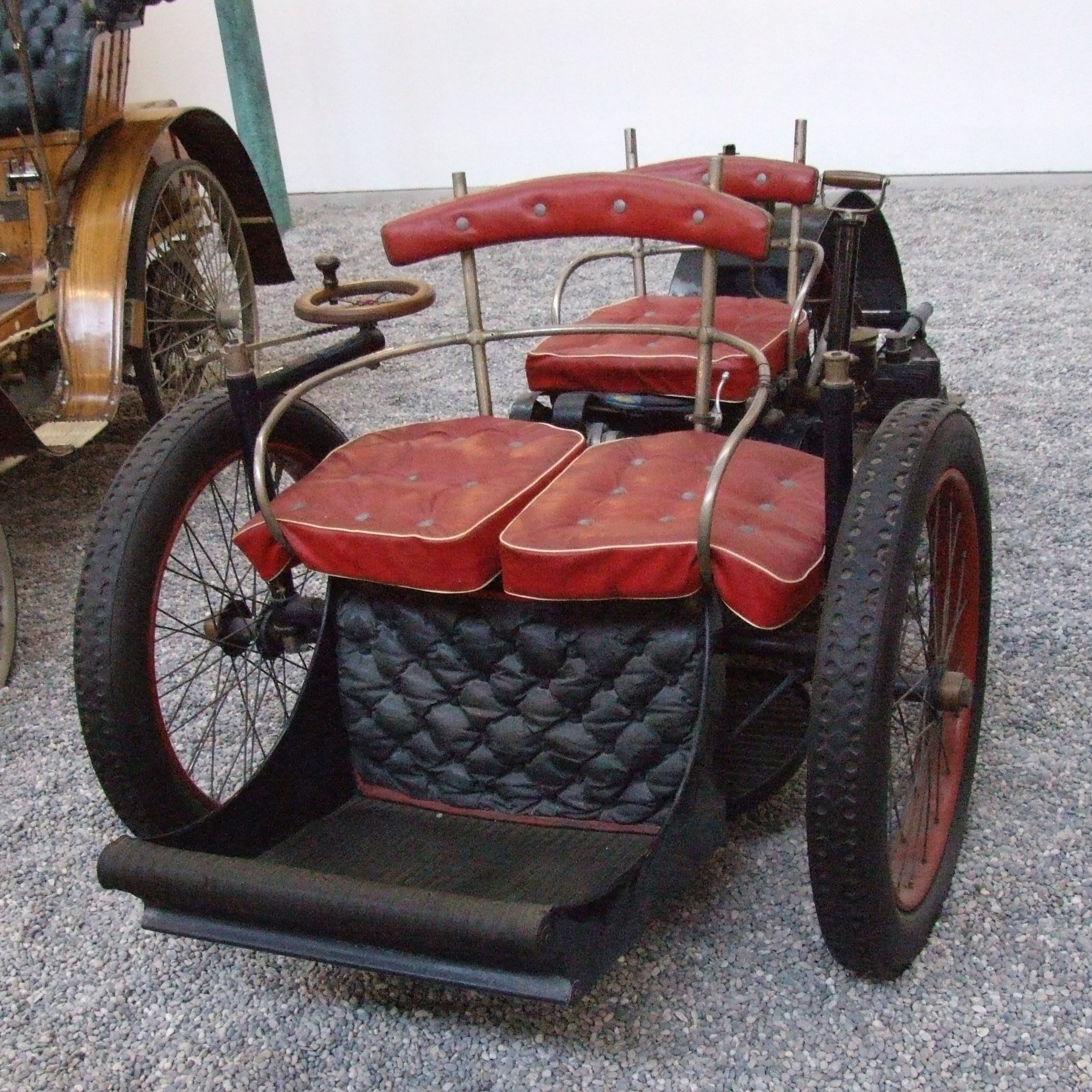
Voiturette Tricar Léon Bollées, Schlumpf Colección, Mulhouse, Francia

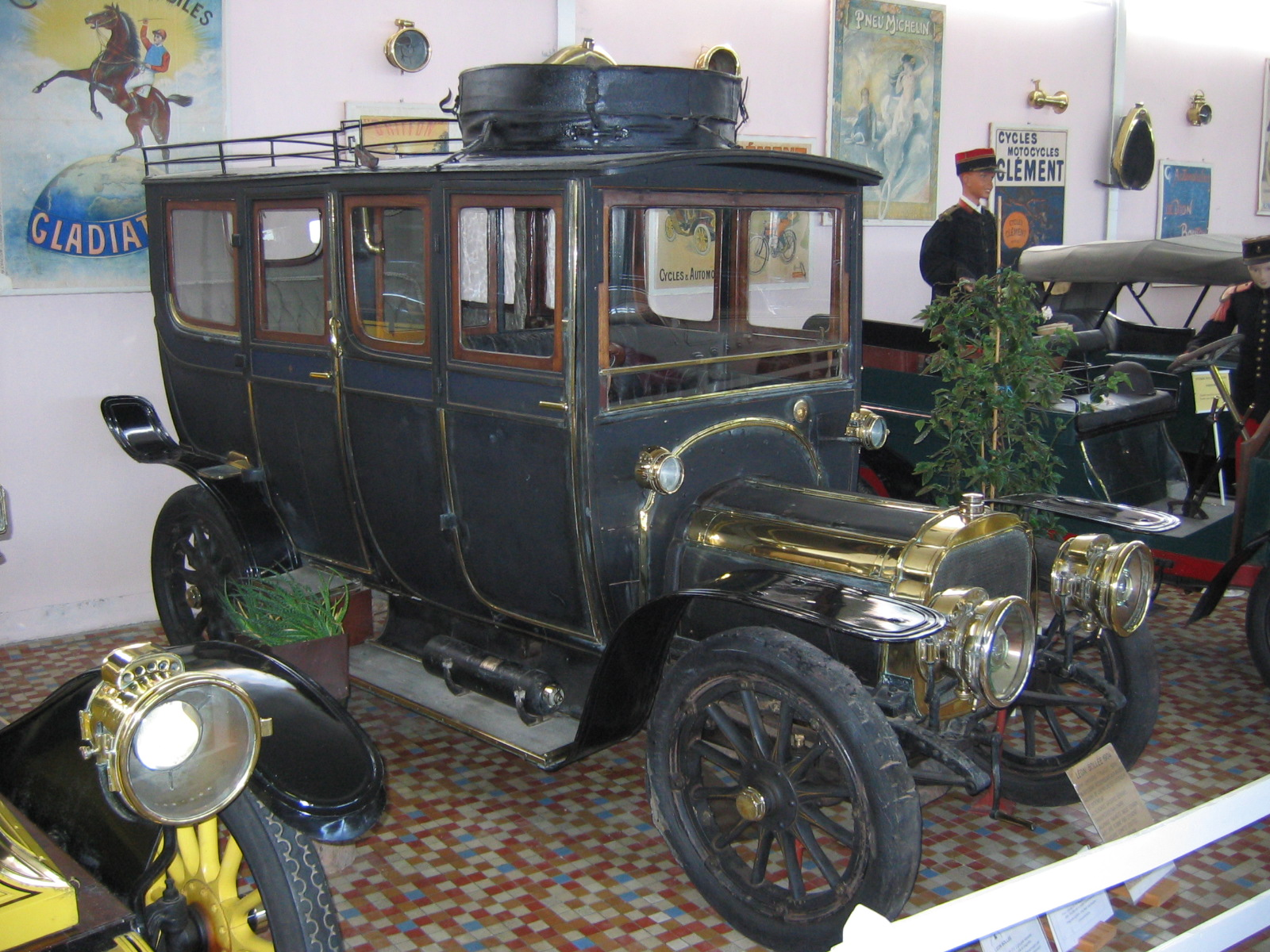
Coche de siete asientos (1904)

### Locomotora de vapor
En 1892, su padre Amédée Bollée produjo una locomotora de vapor para el "Chemin de Fer du Finistère".

### Primeros automóviles
Bollée y su padre inscribieron un coche de vapor, "La Nouvelle", en la carrera París-Burdeos de 1895. Bollée desarrolló un automóvil con motor de gasolina ese mismo año, que compitió en la carrera París-Marsella-París de 1896.

### Fabricación de automóviles
Fundó la compañía Léon Bollée Automobiles en 1895 en la ciudad de Le Mans, y en 1896 patentó y empezó a fabricar un vehículo de tres ruedas que había diseñado en 1895, al que denominó Voiturette.
La posición del pasajero por delante del conductor hizo que se ganara el apodo popular de "mata suegras" ("Tue Belle-mère" en francés). Disponían de un motor montado horizontalmente y estaba equipado con neumáticos de goma. Un nuevo modelo con muchas modificaciones se inscribió en la carrera París-Dieppe de 1897, conducido por Paul Jamin, y en la París-Trouville. Ganó ambas pruebas, con velocidades medias de 39 y de 45 km/h respectivamente.
En abril de 1898 Bollée ganó el "Critérium des Motocycle" disputado en Francia.
Produjo su primer coche grande en 1903. La compañía construyó dos modelos de 4 cilindros, uno de 28 CV y 4,6 litros de cilindrada, y uno 45 CV con un motor de 8 litros. Ambos ganaron en las "Pruebas de Velocidad de Blackport Southport" en septiembre de 1904, delante del Gladiator de Dorothy Levitt.
Cuándo los hermanos Wright visitaron Francia para mostrar su aeronave en 1908, Bollée les permitió utilizar su fábrica de Le Mans. Un monumento erigido junto a la catedral de la ciudad dedicado en 1920 conmemora este hecho.
En 1911 resultó herido en un accidente de vuelo, del que nunca llegó a recuperarse del todo, lo que sumado a un problema de corazón preexistente, causó su muerte en 1913. Su viuda continuó gestionando la compañía, pero en 1924 fue comprada por Morris Motors, siendo rebautizada como Morris-Léon Bollée. El propósito de Morris era utilizar la nueva compañía para vender sus modelos en Francia, evitando las restricciones francesas a la importación existences entonces. Morris a su vez vendió la compañía en 1931 a un grupo de inversores, que le cambiaron el nombre a Societé Nouvelle Léon Bollée. La producción de automóviles continuó hasta 1933.

## Familia
Su hija Élisabeth, poetisa, se casó con el conde Jean Maurice Gilbert de Vautibault en 1927, del que se divorció para casarse con el artista Julien Binford. Murió el 11 de julio de 1984.